# Ad de Bruijne
Ad de Bruijne (3. května 1959 Amsterdam) je nizozemský reformovaný kazatel, teolog, vysokoškolský pedagog a publicista.
V letech 1986–1997 působil jako reformovaný kazatel. Od roku 1997 vyučuje na Theologische Universiteit Kampen. Zabývá se zejména etikou a spiritualitou.
Od roku 2009 pravidelně přispívá do Nederlands Dagblad.